# Palazzo delle Poste (Triest)

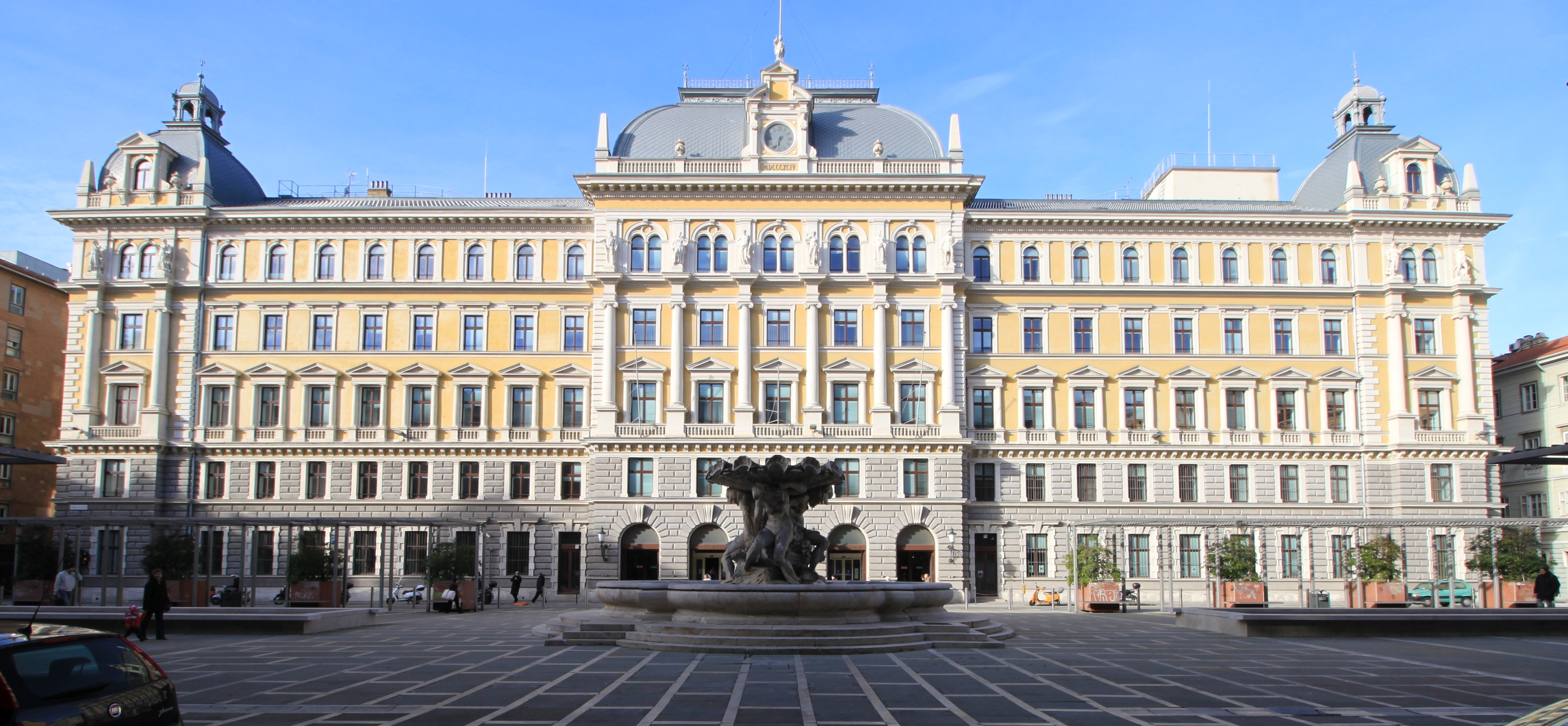
Palazzo delle Poste in Triest

Der Palazzo delle Poste ist ein Palast aus dem 19. Jahrhundert in Triest in der italienischen Region Friaul-Julisch Venetien. Das Gebäude liegt an der Piazza Vittorio Veneto und beherbergt neben dem Postamt und den Büros der Poste Italiane auch das  Mitteleuropäische Post- und Telegrafenmuseum.

## Geschichte
Das Gebäude wurde in den Jahren 1890–1894 unter Leitung des Architekten Friedrich Setz errichtet.
Für den neuen Palast wurde das Grundstück vorgesehen, auf dem das Gebäude des Zolls stand (erbaut auf den alten Salzpfannen, die früher da lagen, wo sich heute das Borgo Teresiano erhebt).

## Beschreibung
Der Palast hat eine rechteckige Grundfläche von fast 7100 m² und war von Anfang an dafür gedacht, sowohl die Büros der Post und des Telegrafendienstes, als auch die für die Finanzen aufzunehmen. Daher ist das Gebäude in zwei Baukörper aufgeteilt, die Flächen von je 3500 m² besitzen.
Der Palast beherbergt auf der Seite zur Piazza Vittorio Veneto hin das Postamt und im Erdgeschoss seit 1997 das Mitteleuropäische Post- und Telegrafenmuseum.
Der Palast hat allseitig einen Sockel aus Karststein und darüber eine Zone, die mit Bossenwerk aus Beton verkleidet ist. Ein Rahmen trennt die ersten beiden Stockwerke von den drei oberen, glatt verkleideten Stockwerken. Über dem Rahmen erheben sich im Mittelteil im zweiten und dritten Obergeschoss sechs gigantische ionische Säulen, zwischen denen im zweiten Obergeschoss fünf große Fenster mit dreieckigen Tympana darüber angebracht sind.
Die Fenster des vierten Obergeschosses des Mittelteils sind dagegen Doppelfenster, zwischen denen sechs Statuen angebracht sind, die die „Navigation“, die „Eisenbahn“, den „Handel“, den „Weinbau“, die „Landwirtschaft“ und die „Industrie“ darstellen. Der Mittelteil der Fassade wird durch eine große Kuppel in Form einer abgeschnittenen Kappe mit gerundeten und konvergierenden Kanten gekrönt, in deren Mitte eine Dachgaube sitzt, die von zwei Hermen begrenzt wird und die in der Mitte eine kreisrunde Öffnung mit einer Uhr hat. Über der Dachgaube ist die Statuette eines Postillons angebracht und unterhalb der Uhr kann man das Baujahr ‚‘MCCCXCIV‘‘ (1894) in römischen Ziffern lesen.

## Bildergalerie

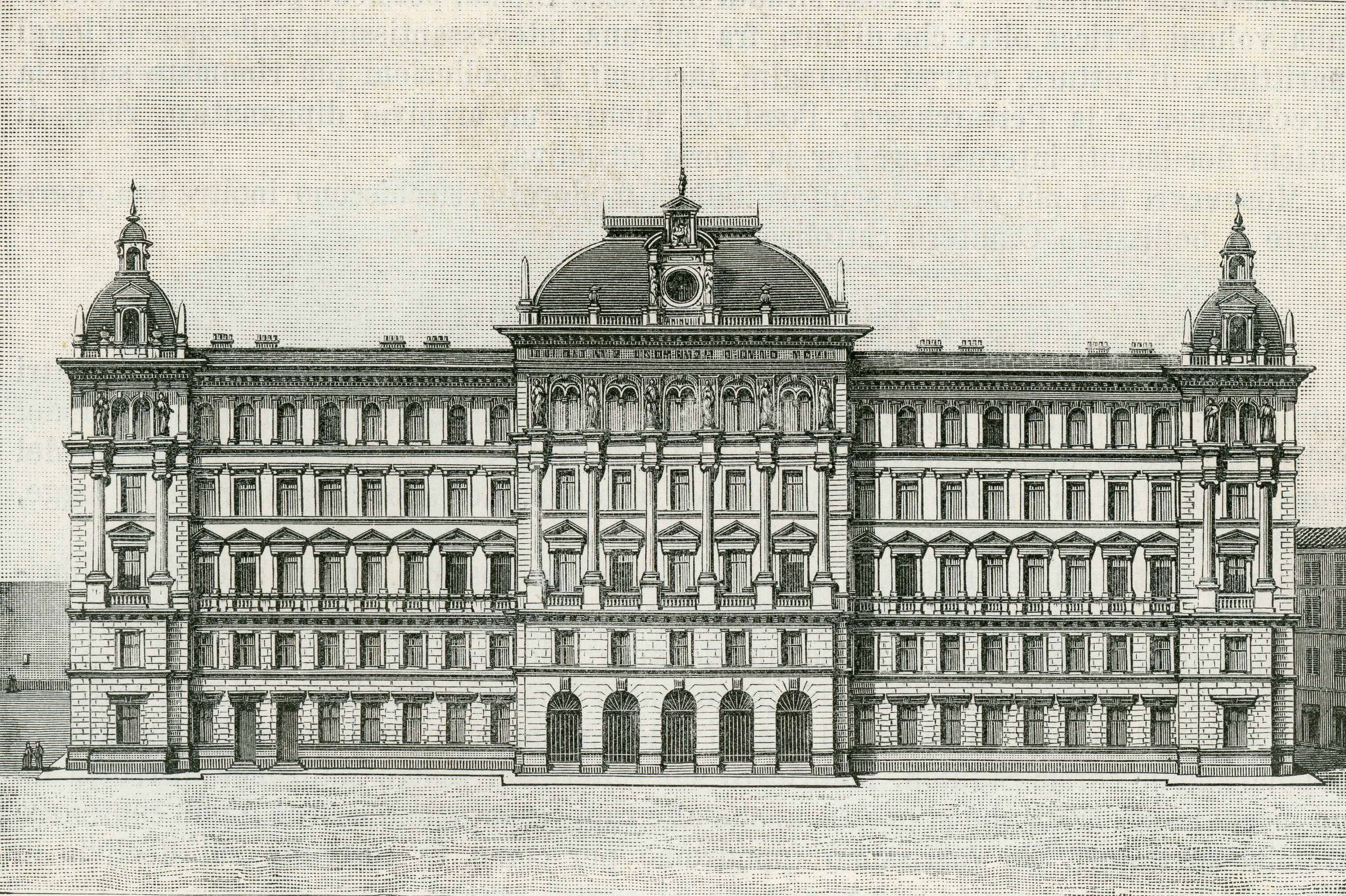
Projektzeichnung der Fassade
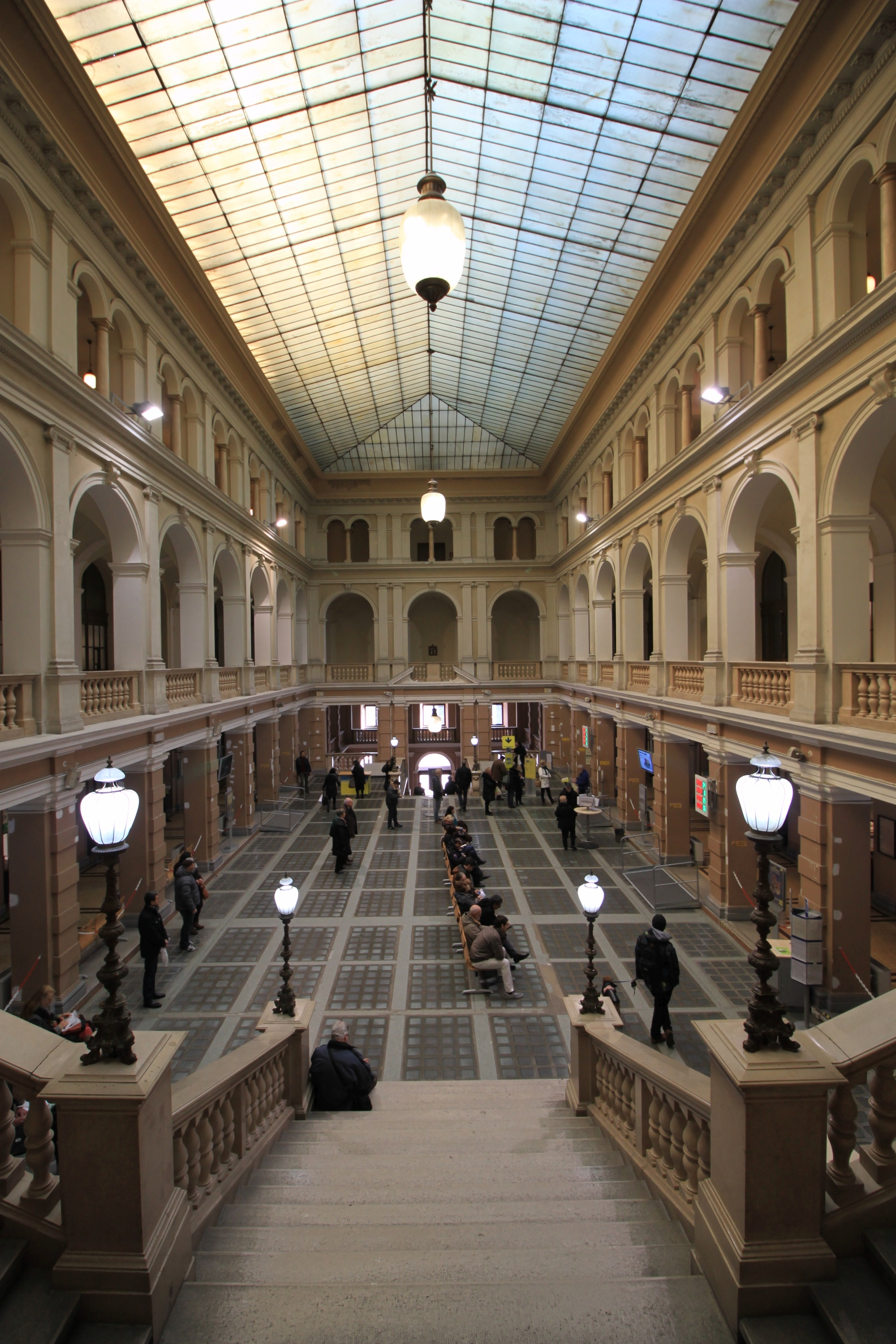
Hauptsaal
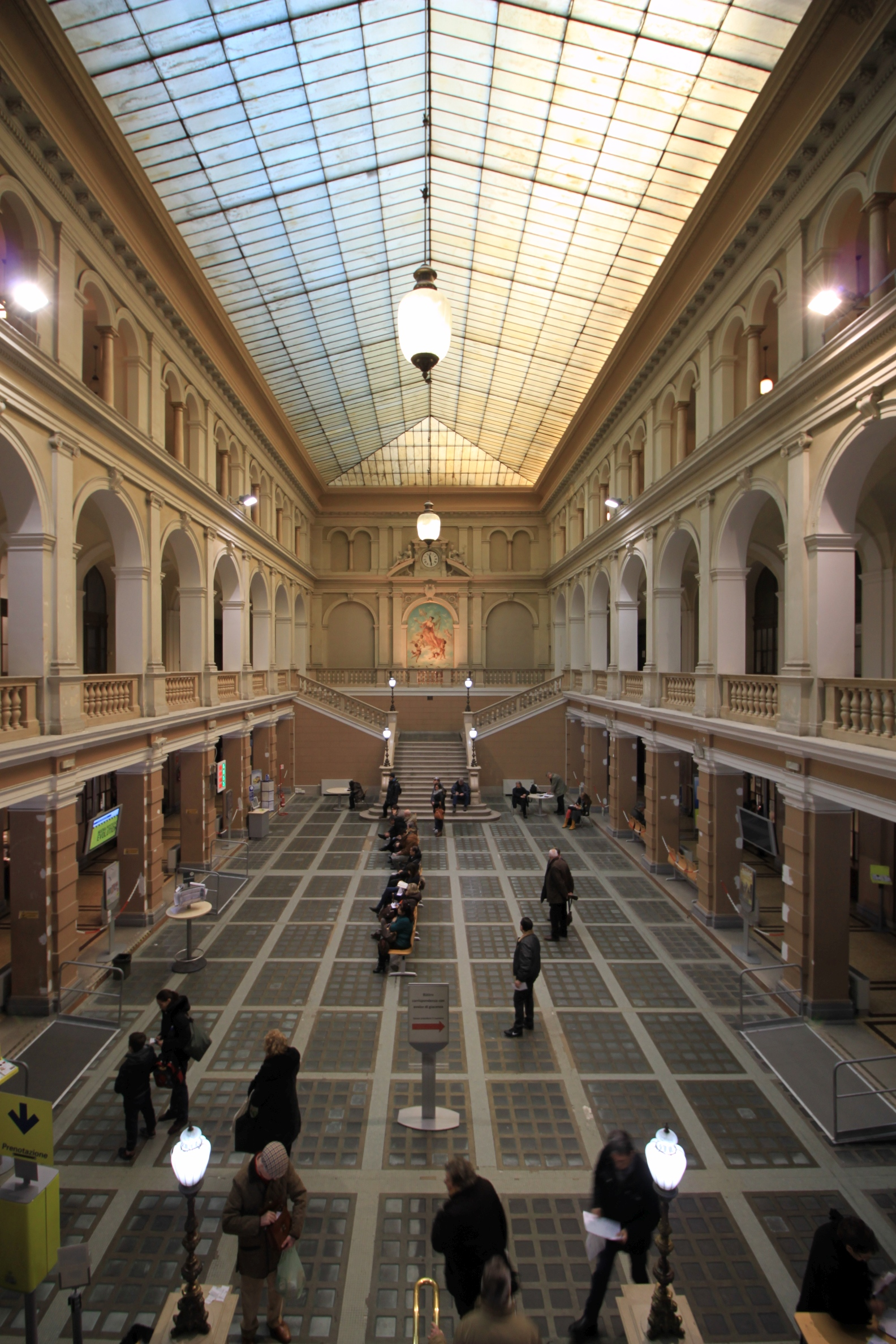
Hauptsaal
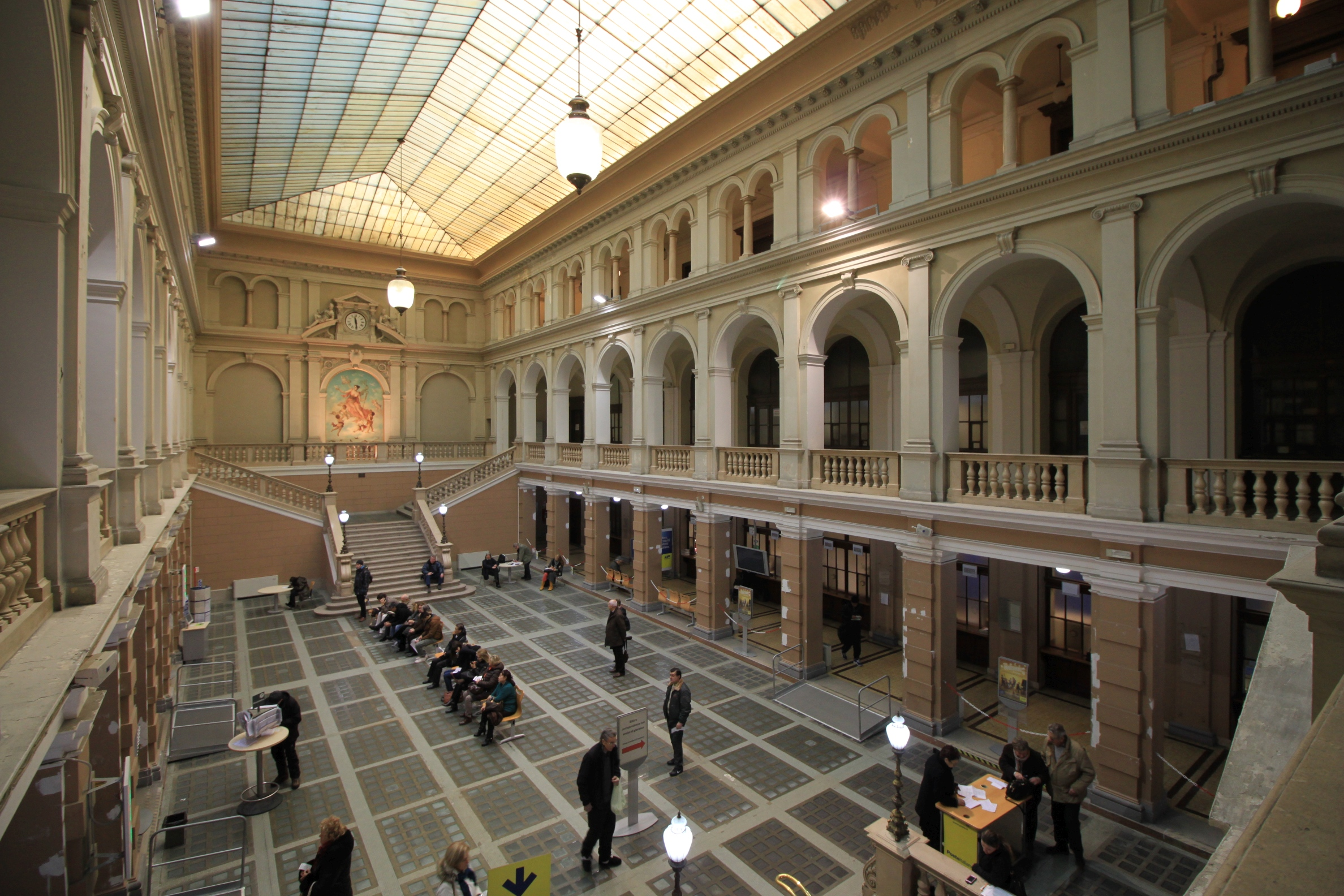
Hauptsaal
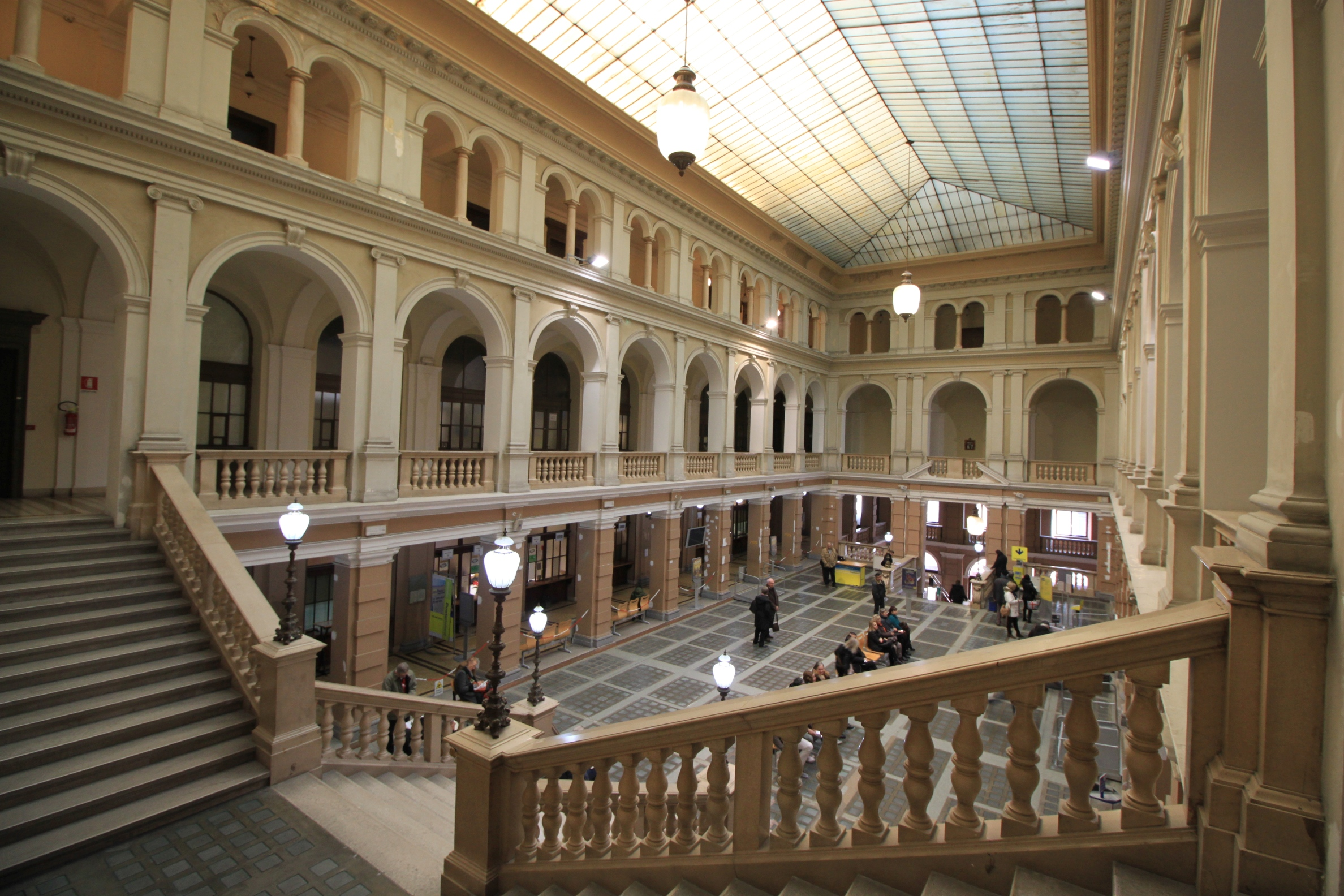
Hauptsaal
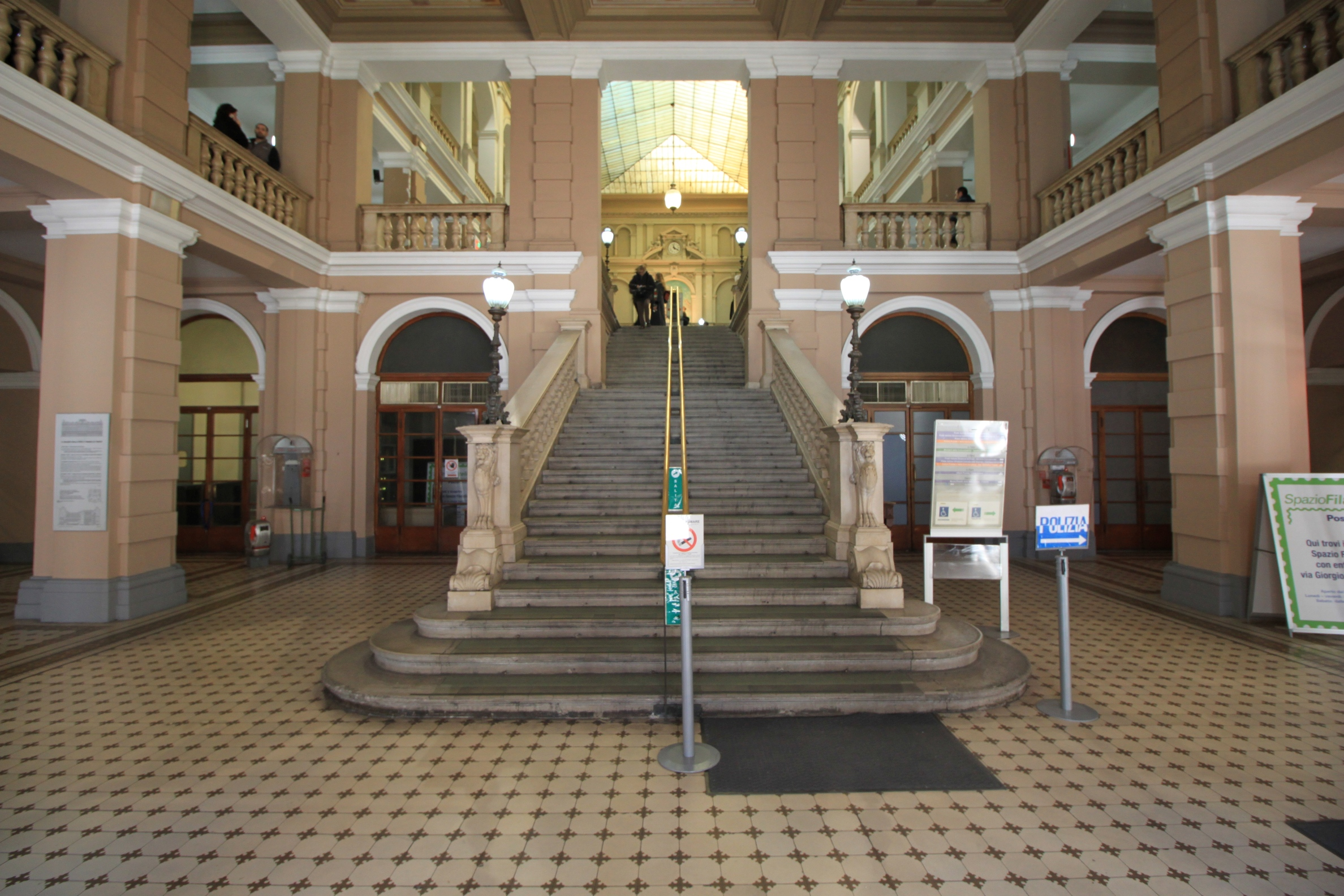
Treppe am Eingang
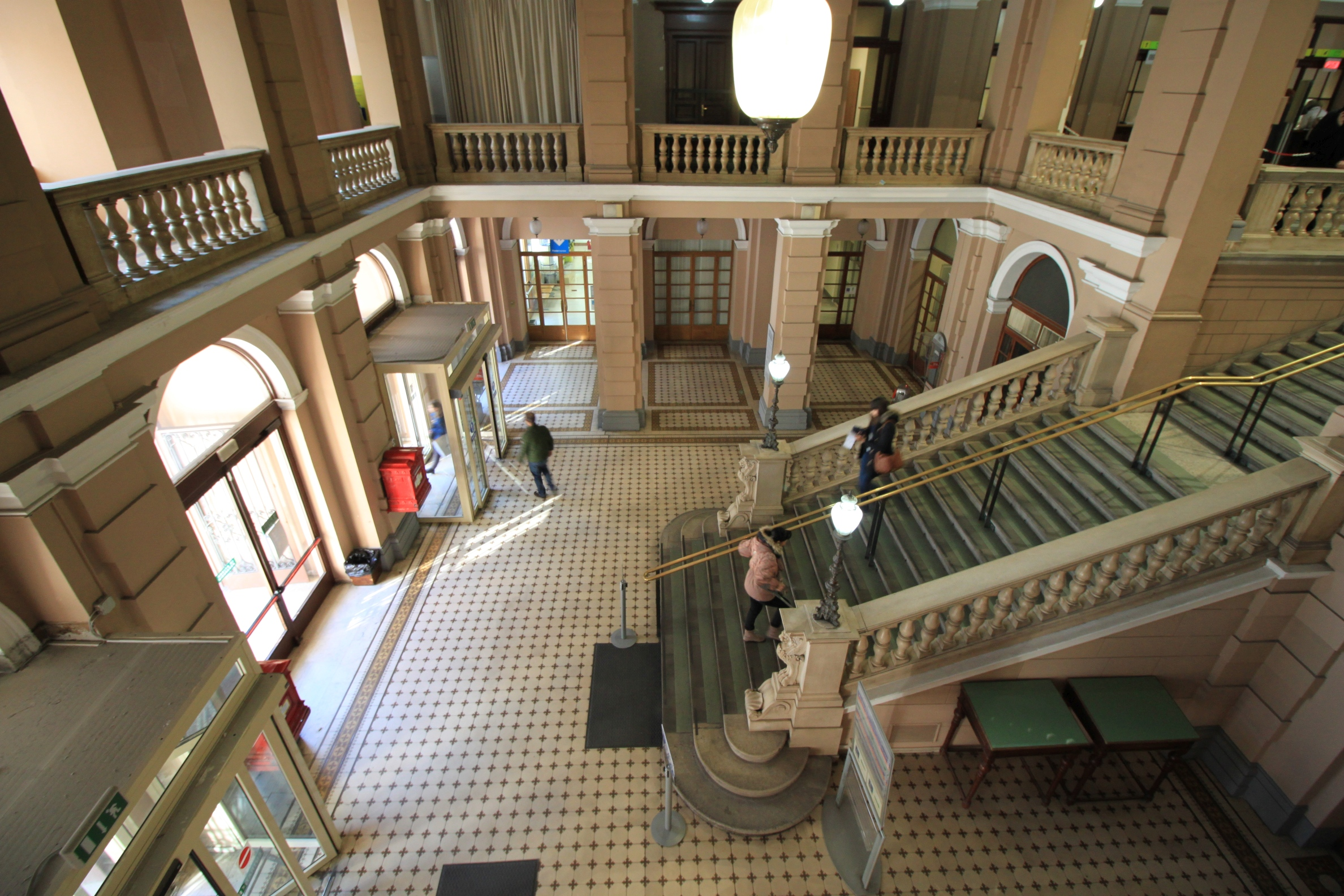
Treppe am Eingang
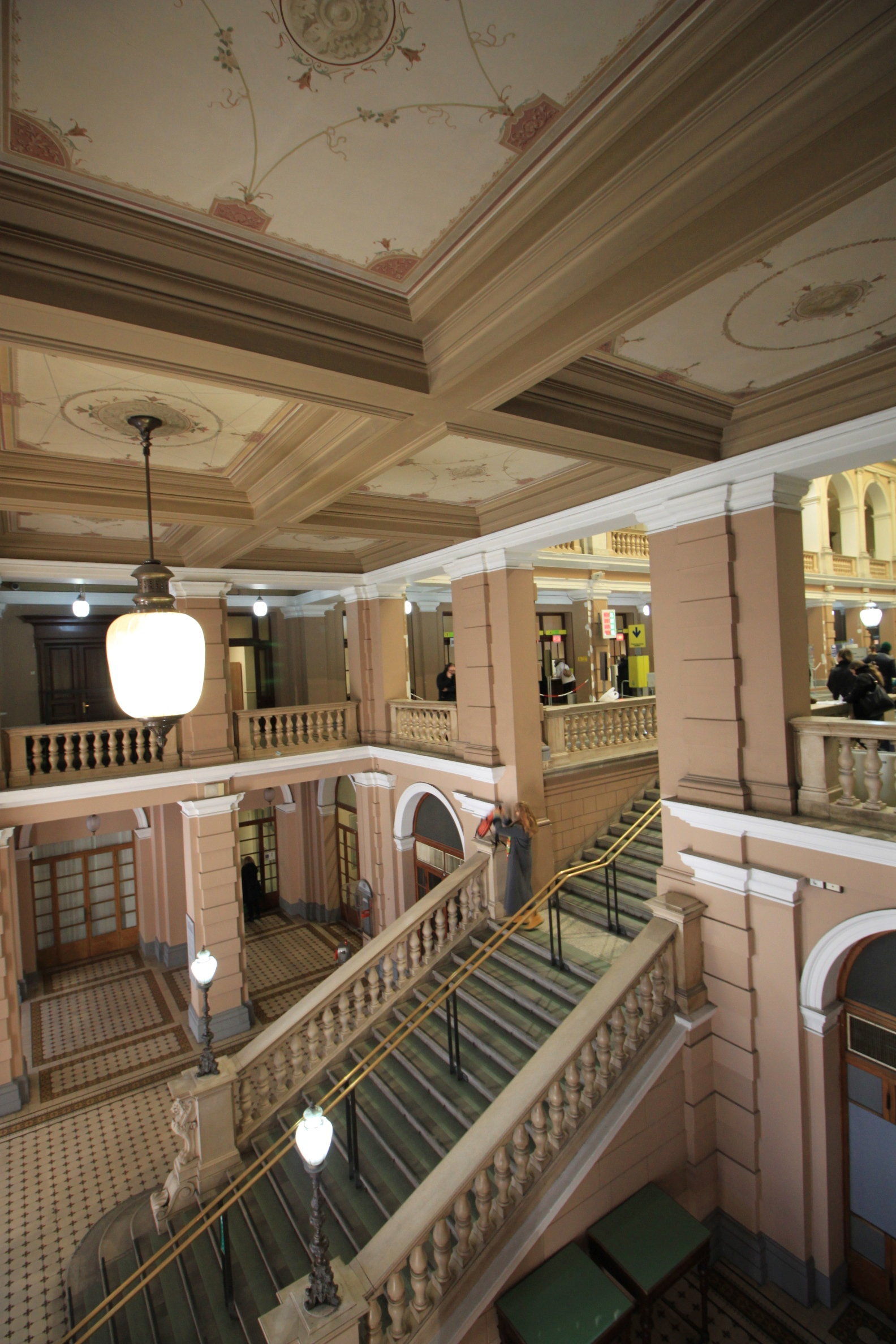
Treppe am Eingang